# Shawmere River
Shawmere River är ett vattendrag i Kanada.   Det ligger i provinsen Ontario, i den sydöstra delen av landet, 600 km nordväst om huvudstaden Ottawa.
I omgivningarna runt Shawmere River växer i huvudsak blandskog. Trakten runt Shawmere River är nära nog obefolkad, med mindre än två invånare per kvadratkilometer.